# Misión San Fernando Rey de España

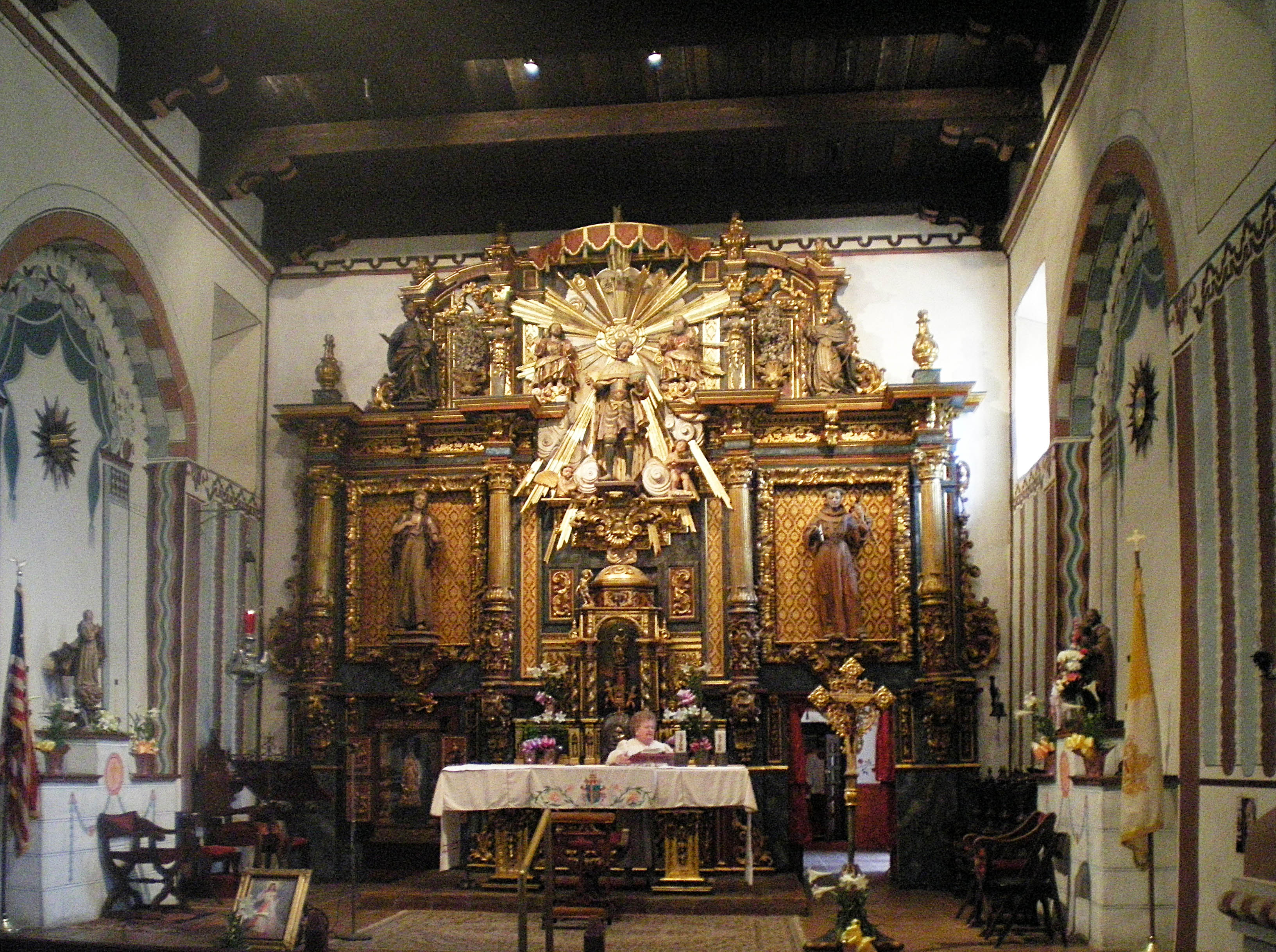
Interior de la iglesia de la Misión San Fernando.

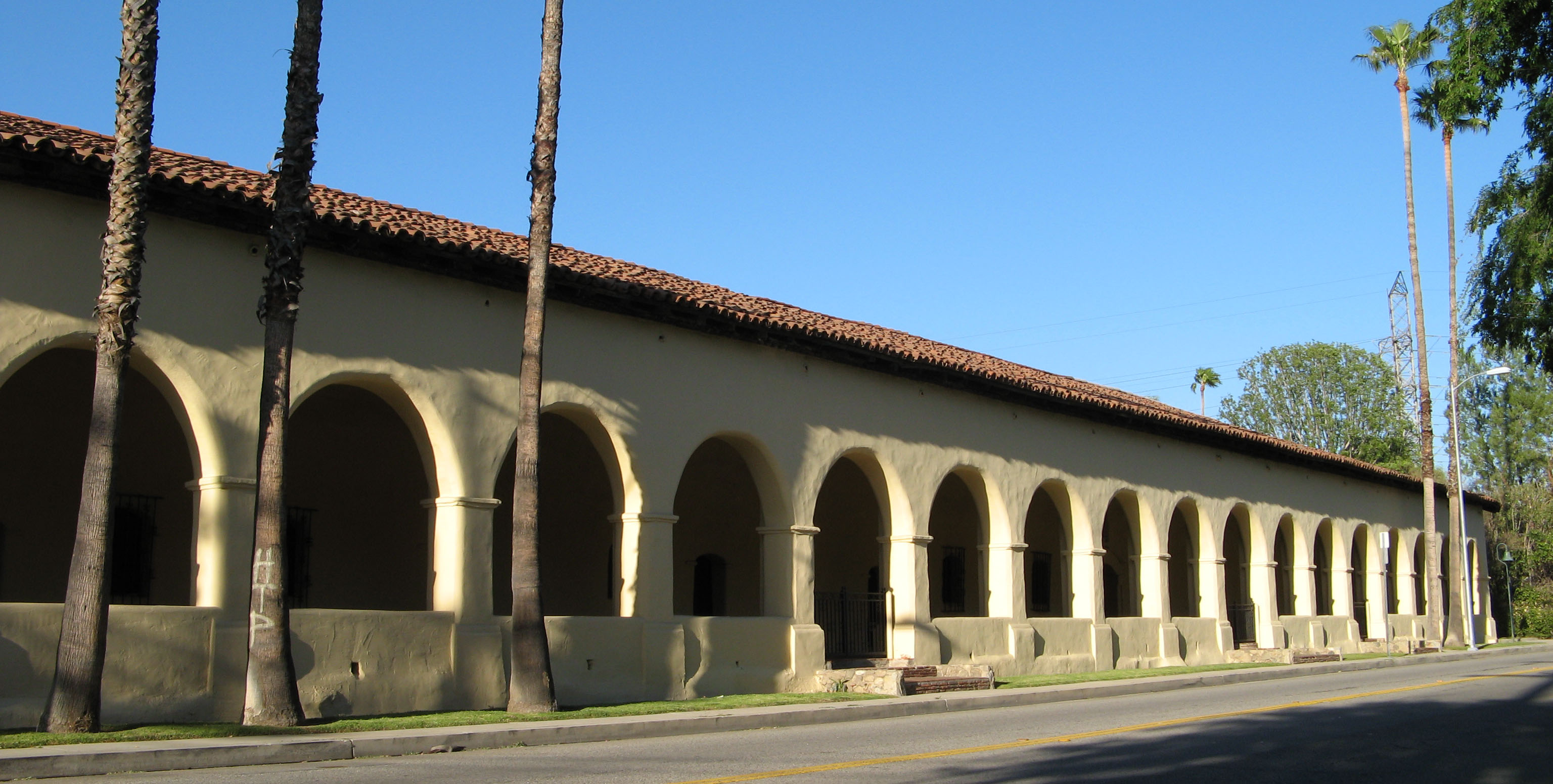
Vista del Convento Building desde la calle.

La Misión San Fernando Rey de España fue fundada el 8 de septiembre de 1797 por fray Fermín Lasuen al noreste del actual Los Ángeles en California.

## Historia
La Misión San Fernando Rey de España está ubicada en el antiguo Rancho Los Encinos (El Valle de Santa Catalina de Bononia de los Encinos) que se encuentra al lado del Camino Real de California. Fue la cuarta Misión fundada por el fraile entre junio y septiembre de 1797.
De 1821 a 1846 California formó parte del México independiente. Después de la guerra entre Estados Unidos y México la misión fue puesta en venta por el gobernador Pío Pico. Entre 1845 y 1923 fue utilizada como etapa para las diligencias de la Butterfield Stage Lines, después de lo cual fue utilizada como almacén y granja porcina. En 1923, la iglesia volvió a ser utilizada con la llegada de misioneros oblatos.
En 1940 la fundación Hearst donó una cantidad importante de dinero para la restauración de la misión. En 1971 la iglesia fue destrozada por un terremoto, y fue reconstruida completamente en 1974.